# ساير الجنة (فلم)
ساير الجنة- فيلم دراما إماراتي، تم عرضه في عام 2015م، من تأليف وإخراج سعيد سالمين المري.

## قصة الفيلم وأحداثه
دور أحداث الفيلم حول الفتى سلطان الطفل اليتيم الذي فقد أمه وهو صغير والذي يبلغ من العمر (11) عاماً، الفاقد للحنان، والذي يعيش تحت سطوة زوجة والده وظلمها، والذي وجد ما يعوّضه عن هذا الحنان في تربية أسماك الزينة. نمضي مع البطل سلطان وصديقه الوفي والمخطط والمدبر، في رحلة بحث عن جدته التي علم مصادفة أنها تبحث عنه أيضاً، وقد أرسلت له صورة وتسجيلاً صوتياً وعنواناً، ولذلك يقرر سلطان أن يقوم برحلة تمتد من العاصمة الإماراتية أبو ظبي وحتى الفجيرة من أجل البحث عن جدته، وذلك بسبب توالي الهموم عليه، مما دفعه للبحث عن منبع للحنان،على الرغم من العوائق والحواجز والمصادفات الغريبة التي تصادفهما خلال الرحلة المنهكة.
وقد شارك الفيلم في العديد من المهرجانات السينمائية الضخمة في: مصر وكندا وسنغافورة والولايات المتحدة الأمريكية ، ونال العديد من الجوائز محلياً وعالمياً.

## طاقم التمثيل
شارك في الفيلم الإماراتي "ساير الجنة" مجموعة كبيرة من الممثلين، نذكر من بينهم:
- أحمد الزعابي، يلعب دور "سعود" وهو شقيق جمعة الزعابي.
- عبدالله مسعود، ممثل إماراتي، من أشهر أعماله مسلسل "ريح الشمال"
- فاطمة الطائي، تلعب دور "سلمى" وفاطمة ممثلة إمارتية
- مريم سلطانن، ممثلة ومخرجة إماراتية، مواليد 1948م.
- جمعة الزعابي، يلعب دور "سلطان"
- هند الزرودي

## الجوائز
شارك الفيلم في العديد من المهرجانات السينمائية الضخمة في: مصر وكندا وسنغافورة والولايات المتحدة الأمريكية ، ونال العديد من الجوائز محلياً وعالمياً. فقد حصل الفيلم الإماراتي "ساير الجنة" على العديد من الجوائز المحلية والعربية والعالمية منها: جائزة لجنة التحكيم الخاصة لأفضل فيلم في مهرجان الإسكندرية السينمائي لدول البحر الأبيض المتوسط في دورته الـ32، وجائزة لجنة التحكيم لأفضل فيلم من مهرجان سينما لوس أنجلس في الولايات المتحدة عام 2016، كما فاز المخرج سعيد سالمين المري بجائزة “وزارة الداخلية” لأفضل سيناريو مجتمعي عن فيلمه هذا خلال مهرجان دبي السينمائي الدولي. وعُرض الفيلم لأول مرة عالميا في مهرجان دبي السينمائي 2015، وحاز على جائزة أفضل فيلم روائي طويل في مسابقة "المهر الإماراتي".

## روابط خارجبة
- ساير الجنة علي موقع قاعدة بيانات الأفلام العربية.
- ساير الجنة علي موقع IDMB (بالإنجليزية)